# Cmentarz żydowski w Zawierciu
Cmentarz żydowski w Zawierciu – kirkut założony w 1911 roku. Zajmuje powierzchnię 0,6 ha. Do naszych czasów zachował się dom przedpogrzebowy, pomieszczenie na karawan i około dwustu nagrobków. Cmentarz znajduje się w Zawierciu przy ul. Daszyńskiego (dawniej Dzierżyńskiego).